# El Pla Romaní
El Pla Romaní és una masia, antigament un petit grup de masies, situada en el terme municipal de Moià, a la comarca catalana del Moianès. Està situada a llevant de Moià, a migdia de la carretera N-141c en el punt quilomètric 29, just al sud del Polígon industrial Pla Romaní, al costat nord-oest del Masot.